# باشق الشكرا
بَاشِقُ الشِّكْرَا أو الباشق الكستنائي أو مُجرَّد الشِّكْرَا أو البيدق الآسيوي هو أحد أنواع الجوارح صغيرة الحجم، واسعة الانتشار عبر آسيا وأفريقيا، حيثُ تُعرف أيضًا باسم البَازُ الصَّغيرُ المُخطط. يُحتملُ أن تُشكِّل الجمهرة الأفريقيَّة نوعًا مُستقلًا بذاته، لكن أغلب الباحثين ما زالوا يُصنفونها على أنَّها نُويع. الشِّكرا شديدة الشبه بغيرها منالبواشق، وبالأخص الباشق الصيني والباشق الأوراسي. ندائُها عِبارةٌ عن زعيقٍ حاد مُزدوج النوطة، وطيرانُها نمطيّ، أي عبارة عن تبديلٍ بين الخفق والانزلاق. تُحاكي بعضُ الأنواع نداء هذه الجوارح، ومنها الدرونگو والوقواق البازي المألوف، الذي يُماثلها من حيثُ نمط الريش.

## الوصف

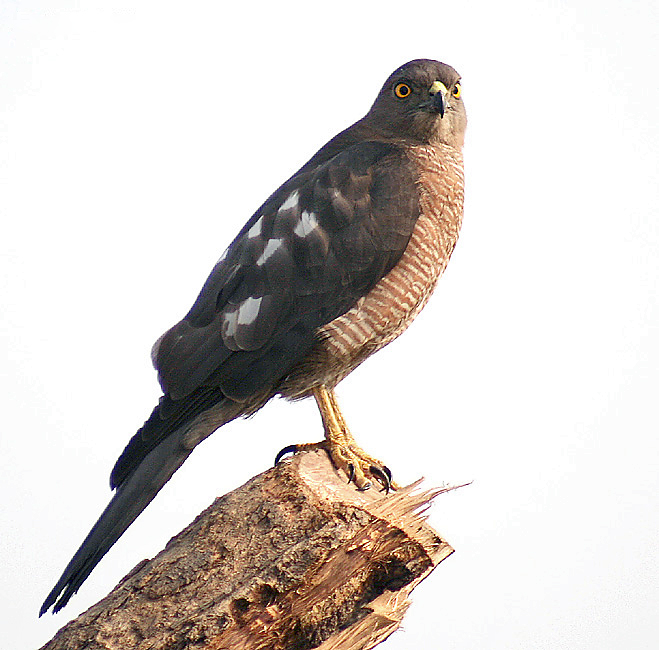
أُنثى في مدينة هودال بالهند.

الشِّكرا جارحٌ صغير الحجم يتراوح طوله بين 26 و30 سنتيمترًا، وكما هو حالُ أغلب البواشق والبيزان، فإنَّ هذه الطيور تتمتَّع بأجنحةٍ قصيرة مُستديرة، وذيلٌ طويلٌ ضيِّقٌ. البوالغ مبيضَّة البطن ذات شرائط مغراء بارزة للعيان، والجزء العلويّ من جسدها رماديٌّ كامد. أمَّا القسم الأسفل من البطن فأقلُّ تقليمًا من القسم العلويّ، ويتحوَّلُ لون الفخذان تدريجيًا حتَّى يكادُ يُصبحُ أبيضًا. للذكور قزحيَّةٌ حمراء، بينما للإناث قزحيَّةٌ أقلُّ احمرارًا تكادُ تميلُ إلى البُرتقالي المُصفرّ، والجزء العُلويّ من جسدها ضاربٌ للبُنيّ، وبطنُها شديد التقليم، كما أنَّها تفوقُ الذكورُ قدًا بعض الشيء. من العلامات الجسديَّة المُميَّزة أيضًا عند هذه الطيور، الخط الوسطيُّ على الحلق، الذي يتخذُ شكلًا ضيقًا ولونًا داكنًا. تظهرُ كواسي أسفل الجناحين عند الذكور مُحدَّدةً قليلًا خلال طيرانها، بالإضافة لطرفيّ جناحيها السوداوين. وعند النظر إليها من أعلى، يبدو شريط الذيل باهتًا على جوانب ريشاته، عكس ذلك الخاص بالباشق الأوراسي. ريشاتُ الذيل المركزيَّة غير مُقلَّمة، ولا يظهر عليها سوى شريطٌ داكن عند مؤخرتها. تتمتَّعُ اليوافع بتقليماتٍ ورقط قاتمة على القسم الأعلى من صدرها، وجناحيها قليلة التقليم عكس الذيل ذي الشرائط العديدة الضيِّقة الداكنة. يظهرُ ريشُ الاكتساء الحديث عند الفراخ شديد التقليم على ريشاتها الكفافيَّة في القسم السُفلي من جسدها. ندائها عبارة عن زعيقٍ حادٍ ذي نوطتين، الأولى أشدُّ من الثانية وتطولُ أكثر منها، وخلال الطيران يُلاحظُ أنَّها تقصرُ أكثر. يتشابه الباشقُ الصينيُّ مع هذا النوع، لكنَّهُ يختلف عنه من ناحية تمتعه بقيرٍ (القسم المُنتفخ الذي يُشكِّلُ أصل المنقار) بُرتقاليِّ لامع أكثر انتفاخًا، وبسيقانٍ صفراء، كما أنَّ أطراف جناحيه سوداء بالكامل.

## التصنيف
صنَّف العُلماء عدَّة نوعيات من هذه الطيور تنتشرُ عبر موطنها الواسع، وبُعضها اعتُبر نوعًا مُنفصلًا بحدِّ ذاته. اقترح البعض، استنادًا إلى الاختلافات التشكُليَّة (المورفولوجيَّة) والندائيَّة بين الجمهرات الآسيويَّة وتلك الأفريقيَّة، أنَّ الأخيرة لا تنتمي لهذا النوع. من النويعات: النُويعة الألماسيَّة (cenchroides ) الكبيرة والباهتة، والتي تنتشرُ عبر تُركستان وأفغانستان وشرقيِّ إيران؛ والنُويعة الهنديَّة (dussumieri ) مُستوطنة السهول والتلال الخفيضة (وُصولًا حتّى 1400 متر في الهيمالايا)؛ والنُويعة النمطيَّة مُستوطنة سريلانكا، التي تتمتع ببطنٍ رماديٍّ أشدّث قتامةً من بطون نُويعاتٍ أُخرى؛ والنُويعة البورميَّة (A. b. poliopsis ) التي يُحتمل أن تُشكِّل نوعًا مُنفصلًا. وحتّى قريبًا، كانت الجمهرة قاطنة جزيرة كار نيكوبار تُصنَّف على أنَّها سُلالةٌ من هذا النوع (butleri)، وكذلك تلك قاطنة جزيرة كاتشال (obsoletus )، أمَّا الآن فهي تُعتبر نويعيتين من باشق نيكوبار. من الجُمهرات الأفريقيَّة جُمهرة أفريقيا الغربيَّة (A. b. sphenurus ) المُهاجرة، وجُمهرة أفريقيا الجنوبيَّة (A. b. polyzonoides ) الأكثر ميولًا إلى الاستيطان والارتحال المحلّي فقط. وفي آسيا، وحدها النُويعة الألماسيَّة (A. b. cenchroides) من القواطع.

## الخواص الأحيائيَّة

### العادات الاجتماعيَّة
تقطنُ بواشق الشِكرا طائفةٌ واسعةٌ من الموائل الطبيعيَّة، بما فيها الغابات والأراضي الزراعيَّة والمناطق الحضريَّة. غالبًا ما تتمُّ رؤيتها مُنفردةً أو في أزواج، وطيرانُها النمطيُّ عبارةٌ عن مزيجٍ من الخفقات والانزلاقات، وخلال موسم التفريخ يتوددُ الزوجان إلى بعضهما عبر رُكوب التيَّارات الهوائيَّة الحارَّة والانقضاض على بعضهما. وغالبًا ما يؤدي تحليقها بهذا الشكل إلى اجتذاب انتباه طرائدها من العصافير والسناجب، فتبقى على أهبة الاستعداد للهرب منها.

### الغذاء

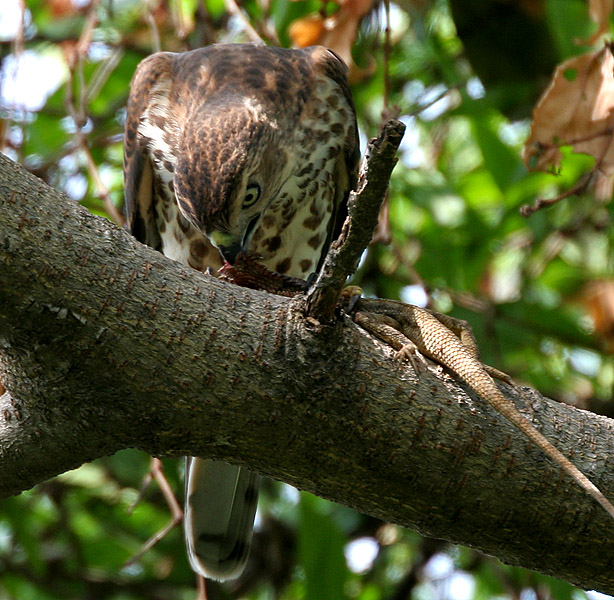
طائرٌ يافعٌ يقتات على سحليَّة حدائق مشرقيَّة.

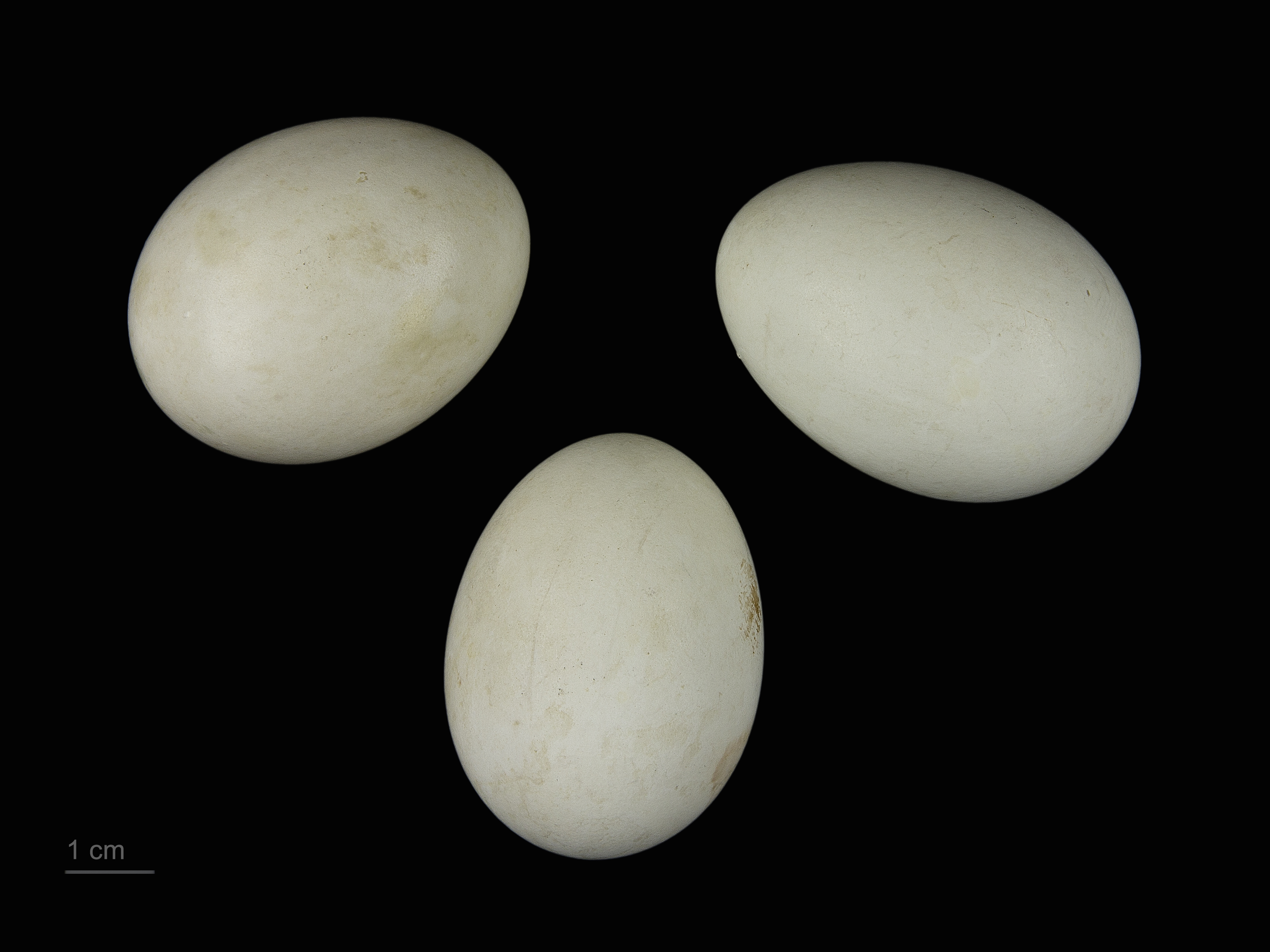
Accipiter badius

تقتاتُ هذه البواشق على القوارض (بما فيها جرذ الصحراء الهندي) والسناجب، والطيور والزواحف الصغيرة (السحالي بشكلٍ رئيسيّ، إلى جانب الأفاعي الصغيرة بعض الأحيان)، والحشرات. عادةً ما تنجو الطيور الصغيرة بحياتها عبر الاختباء بين أوراق الأشجار والآجام، كما لوحظ قرلّي أزرق صغير في إحدى الحالات وهو يغوصُ تحت الماء هاربًا. كما شوهدت المهذارات وهي تحتشد في أسرابٍ صغيرة لتطرد هذه البواشق بعيدًا عن أعشاشها. كذلك، تهبطُ الشِكرات على الأرض لتقتات على الأرضات (النمال البيضاء) المُجنَّحة عند خُروجها من أعشاشها خلال موسم تزاوُجها، وتُلاحقُ الخفافيش الصغيرة خلال الغسق (مثل خُفَّاش الثمار الأجدع الأكبر)، وفي حالاتٍ نادرة، شوهدت وهي تقتاتُ على الجيفة، وفي حالةٍ وحيدة تمَّت رؤية ذكر يقتاتُ على فرخٍ نافق في عُشِّه. تشتهرُ طيور الدرونگو بمُحاكاتها نداء الشِكرا، ويُعتقدُ بأنَّ هذا السُلوك يُمكنها من سرقة طعام أنواعٌ أُخرى صغيرة عبر حثِّها على هجر أعشاشها ومجاثمها للنجاة بحياتها.

### التفريخ
يمتدُّ موسم التفريخ في الهند من شهر آذار (مارس) حتّى حُزيران (يونيو). العُش عبارة عن منصَّة شبيهة بتلك التي تُقيمها الغربان والزيغان، تُبطَّنُ بالأعشاب. يتولّى كِلا الجنسين مُهمَّة بناء العُش، فيحملان العيدان والغُصينات إلى الموقع المُحدد بقوائمهما. وكما هو حالُ الزيغان والغربان، فإنَّها قد تستخدمُ الأسلاك المعدنيَّة في تشييد العُش. يتراوح عدد البيوض في الحضنة الواحدة بين 3 و4 بيضات (وبحال فُقدت كُلَّها أو بعضها فإنَّ الأُنثى تضع غيرها، وقد أفاد أحد المُراقبين بأنَّ بعض الإناث قادرة على وضع حوالي 7 فقسات خلال الموسم الواحد) رماديَّة مُزرقَّة باهتة على عرضها، وتنتهي بالسواد. تتراوح فترة الحضن بين 18 و21 يومًا.

## في الثقافة

### تربية الصُقور

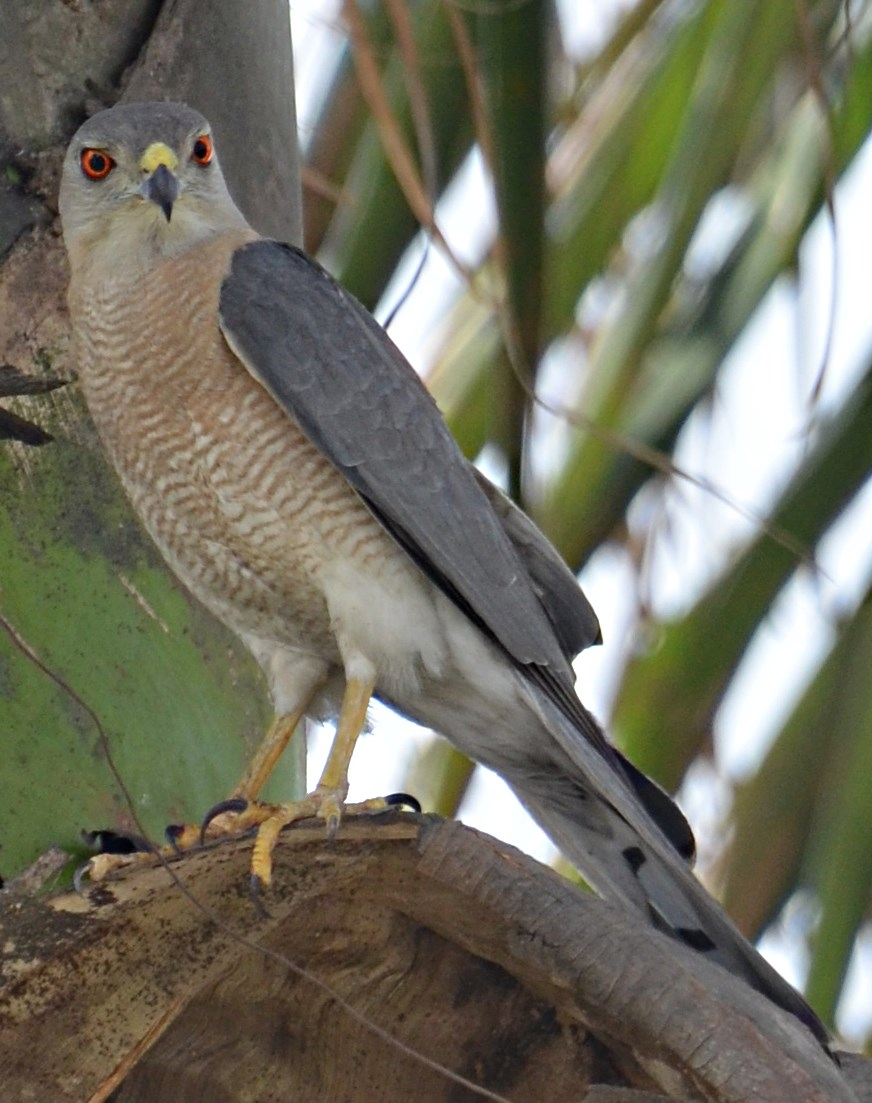
ذكرٌ في چندی‌گر بالهند.

كانت بواشق الشِكرا إحدى الأنواع المُفضلة عند الصقَّارين في باكستان والهند، وذلك لسهولة تدريبها وقابليَّتها الانصياع لأوامر أسيادها، وكانت غالبًا ما تُستخدم لاقتناص الطرائد لإطعام أنواع البواشق والصُقور الأغلى ثمنًا والأكثر أهميَّةً عند مُربيها. ومن أسباب تفضيلها الأُخرى أيضًا قُدرتها على نتف ريش طرائدها بفعاليَّة كبيرة، واستطاعتها صيد بعض الأنواع الأكبر حجمًا بأشواط مثل الحجلان والزيغان والطواويس اليافعة حتّى.

### التسمية
«شِّكْرَا» هو اسمٌ هنديٌّ مُشتقٌ من الفارسيَّة، ويعني «القنَّاص» أو «الصيَّاد» (كانت الذُكور منها تُدعى «چيپاق» أو «چيپكا» استنادًا إلى ندائاتها)، ومنهُ اشتُقَّ الاسم الفرنسيّ «Le Chicquera »، الذي أُعطي للصقر أحمر العنق سنة 1799م.

### أُخرى
أطلقت البحريَّة الهنديَّة تسمية «أينز شِكرا» (بالهنديَّة: आईएनएस शिकरा) على إحدى مروحيَّاتها سنة 2009م. كما اتُخذت هذه الطُيور شعارًا للسرب رقم 149 التابع للقوَّات الجويَّة السنغافوريَّة الذي يستعمل طائرات نورثنورپ F-5 المُقاتلة.

## وصلات خارجيَّة
- (الشِكرا=) الباز الصغير المُخطط– معلوماتٌ عن النوع من أطلس طيور أفريقيا الجنوبيَّة.
- صُور وڤيديوهات عن النوع.